# Bradley Carnell
Pour les articles homonymes, voir Carnell.
Bradley Carnell, né le 21 janvier 1977 à Johannesbourg (Afrique du Sud), est un footballeur international sud-africain reconverti entraîneur.

## Biographie

### Jeunesse
Bradley Carnell nait à Johannesbourg et étudie à l'école secondaire de Parktown. Il joue tout d'abord au poste de gardien de but pour les Southern Suburbs et les Robertsham Callies dans les catégories de jeunes avant d'être replacé en défense.

### Parcours de joueur

#### En club
Carnell fait ses débuts professionnels à seulement seize ans en 1993 avec Wits University, alors en National Soccer League. Il reste au club pendant quatre saisons et participe ainsi à l'édition inaugurale de la Premier Soccer League. En 1997, il rejoint les Kaizer Chiefs où il ne reste qu'une seule saison avant de rejoindre l'Allemagne.
Avec le VfB Stuttgart, il évolue pendant cinq ans en Bundesliga dont il termine vice-champion en 2003 après avoir remporté la Coupe Intertoto en 2000. Ses performances lui permettent aussi de s'établir avec la sélection sud-africaine. Néanmoins, en manque de temps de jeu, il s'engage au Borussia M'gladbach en 2003. Transféré au Karlsruher SC en janvier 2005, il participe à la remontée de son équipe dans l'élite nationale après une première place obtenue en 2. Bundesliga en 2007. Peu utilisé avec Karlsruhe pour son retour en première division, il termine son passage en Allemagne au FC Hansa Rostock, en deuxième division en 2009-2010.
Le 13 juillet 2010, Carnell retourne en Afrique du Sud, douze ans après son départ, et joue sous les couleurs de Supersport United. Son équipe termine le championnat en milieu de tableau en 2010-2011. Son contrat n'étant pas renouvelé après une saison compliquée sur le plan personnel, il prend finalement la décision de mettre un terme à sa carrière de joueur à l'été 2011.

#### En sélection
Carnell obtient sa première sélection avec l'équipe nationale sud-africaine le 4 juin 1997 et entre en jeu pour les dernières minutes d'une rencontre amicale perdue 0-2 face aux Pays-Bas. Au cours de sa carrière internationale, il collecte quarante-deux sélections, est quart-de-finaliste de la Coupe d'Afrique des nations 2002, joue la Coupe du monde 2002. À la fin de sa carrière et de son parcours en Allemagne, il n'est pas retenue pour participer à la Coupe du monde 2010 jouée en Afrique du Sud.

### Parcours d'entraîneur
À l'issue de sa carrière de joueur, Carnell rejoint l'encadrement technique des Orlando Pirates en qualité d'entraîneur adjoint. Il s'engage ensuite avec la franchise américaine des Red Bulls de New York, le 28 mars 2017, pour y tenir un rôle identique auprès de l'entraîneur principal Jesse Marsch.
Quand l'entraîneur suivant des Red Bulls, Chris Armas, est démis de ses fonctions le 4 septembre 2020, Carnell est nommé dès le lendemain pour assurer l'intérim. Après six rencontres à la barre de l'équipe où il enregistre trois victoires et trois défaites, Gerhard Struber est nommé et Carnell retrouve son poste d'adjoint.
Le 5 janvier 2022, la franchise d'expansion pour la Major League Soccer du St. Louis City SC annonce sa nomination comme entraîneur en chef en vue de la saison inaugurale en 2023.

## Palmarès
| VfB Stuttgart (1)                                                            | Karlsruher SC (1)                   |
| ---------------------------------------------------------------------------- | ----------------------------------- |
| - Coupe Intertoto : - Vainqueur : 2000 - Bundesliga : - Vice-champion : 2003 | - 2. Bundesliga : - Champion : 2007 |